# Núria Solé Pérez
Núria Solé Pérez (Tarragona, España, 11 de abril de 1977) es una periodista española. Ha sido presentadora del Telenotícies del mediodía, de TV3 durante los últimos nueve años. Antes había dirigido los informativos del canal de noticias 3/24, donde dio el anuncio de bienvenida a los telespectadores en nombre del canal, y del informativo juvenil Info-K. También ha copresentado, junto con Sílvia Cóppulo, (S)avis. Presentó el Maratón de TV3 contra las enfermedades neurodegenerativas, con Roger de Gràcia.
El 25 de junio de 2015, la Corporación Catalana de los Medios Audiovisuales (CCMA) anunció que a partir de septiembre presentará la segunda franja del programa matinal de TV3 Els matins en sustitución de la presentadora Helena García Melero, quien también cambia de espacio televisivo y pasará a conducir el magacín de la tarde Divendres de la misma cadena catalana. Desde mayo de 2017 presenta el Informativo Comarcal de TV3.